# Johannes Wolko
Johannes Cyprian Wolko (* 24. Oktober 1986 in München) ist ein deutscher Synchronsprecher und Schauspieler.

## Karriere
Seit etwa 1990 arbeitet Johannes Wolko als Synchronsprecher, unter anderem für den Bayerischen Rundfunk und die Bavaria Film. Er spricht in Kinofilmen, TV-Serien, Dokus, Hörspielen, Computerspielen und auch in Werbespots.
Sein älterer Bruder ist der Synchronsprecher Roman Wolko.
Seine bekanntesten Rollen sind die von Peter Pevensie aus Die Chroniken von Narnia: Prinz Kaspian von Narnia, Derek Venturi aus Mensch, Derek!, Oliver Oken aus Hannah Montana und Jeremy Johnson aus Phineas und Ferb. Auf der Bühne stand er in Macbeth am Stadttheater Pforzheim als junger Siward.

## Synchronisationen
Mitchel Musso
- 2006–2011: Hannah Montana … als Oliver Oscar Oken / Mike Stanley III
- 2007–2015: Phineas und Ferb … als Jeremy Johnson
- 2009: Hannah Montana – Der Film … als Oliver Oken
- 2009: KikeriPete … als Cleatus Poole
- 2009: Die Zauberer an Bord mit Hannah Montana … als Oliver O. Oken
- 2010: Santa Pfotes großes Weihnachtsabenteuer … als Santa Pfote
- 2010–2013: Pair of Kings – Die Königsbrüder … als König Brady Parker

Shia LaBeouf
- 2001: Eben ein Stevens … als Louis Anthony Stevens
- 2003: 3 Engel für Charlie – Volle Power … als Max
- 2003: Die Stevens schlagen zurück … als Louis Stevens

William Moseley
- 2005: Die Chroniken von Narnia: Der König von Narnia … als Peter Pevensie
- 2008: Die Chroniken von Narnia: Prinz Kaspian von Narnia … als Peter Pevensie
- 2010: Die Chroniken von Narnia – Die Reise auf der Morgenröte … als Peter Pevensie

Ryne Sanborn
- 2006: High School Musical … als Jason Cross
- 2007: High School Musical 2 … als Jason Cross
- 2008: High School Musical 3: Senior Year … als Jason Cross

Eric Lloyd
- 2002: Santa Clause 2 – Eine noch schönere Bescherung … als Charlie Calvin
- 2006: Santa Clause 3 – Eine frostige Bescherung … als Charlie Calvin

Michael Seater
- 2005–2008: Mensch, Derek! … als Derek Venturi
- 2010: Mensch, Derek! – Ab in die Ferien!  … als Derek Venturi

### Filme
- 1995: Stimme des Herzens – Whisper of the Heart – für Yoshimi Nakajima … als Sugimira
- 1999: Countdown ins Chaos – für Michal Suchánek … als Donny Cromwell
- 1999: Ein Kindermädchen für Papa – für Jake Dinwiddie … als Alex Caldwell
- 2002: Air Bud 4 – Mit Baseball bellt sich’s besser – für Jeff Terrell … als Randy
- 2004: Der perfekte Rockstar – für Ricky Ullman … als Roscoe
- 2004: Halloweentown 3 – Halloweentown Highschool – für Todd Schwartzman … als Pete, der Werwolf
- 2005: Sex für Anfänger – für Gabriel Millman … als Felix
- 2006: Sixty Six – Eine fast wahre Geschichte – für Ben Newton … als Alvie Reubens
- 2006: Der Pakt – für Chace Crawford … als Tyler Sims
- 2007: Der geköpfte Hahn – für Axel Moustache … als Hans Adolf Bediner
- 2008: Prom Night – für Collins Pennie … als Ronnie Heflin
- 2009: Gentlemen Broncos – für Michael Angarano … als Benjamin
- 2009: Die Entführung meines Vaters – für Andrew Jay Rindlisbach … als Jeffrey Zimmer
- 2009: Ausgequetscht – für Dustin Milligan … als Brad
- 2010: Paranormal Activity 2 – für Seth Ginsberg … als Brad
- 2011: The Great Debaters – Die Macht der Worte – für Robert X. Golphin … als Reed
- 2012: 18 Year Old Virgin – für Daniel Sykes … als Jeremy
- 2012: Ruhelos – für James Norton … als Kolia
- 2013: Beyond the Heavens – für Nathan Gamble … als Oliver Henry
- 2013: Over/Under – für Anthony Carrigan … als Marino Puzzo
- 2014: Wild Card – Eine Nacht in Las Vegas – für Richard Kohnke … als Braden Weaver
- 2014: The Salvation – Spur der Vergeltung – für Alexander Arnold … als Voichek Borowski
- 2015: City of McFarland – für Hector Duran … als Johnny Sameniego
- 2015: Trigger Point – für Daniel Rindress-Kay … als Patrick Owens
- 2016: A Silent Voice – für Takuya Masumoto als Keisuke Hirose
- 2016: Term Life – Mörderischer Wettlauf – für James Paxton als Adam
- 2018: 15:17 to Paris – für Spencer Stone … als Spencer Stone

### Serien
- 1999–2005: Für alle Fälle Amy – für Brenden Jefferson … als Terry Ventrella
- 2001: Beyblade – für Ai Orikasa … als Max Tate
- 2004–2008: Zoey 101 – für Jack Salvatore … als Mark del Figgalo
- 2005–2014: How I Met Your Mother – für Max Prado … als Michael Sasser
- 2007: The Tudors – für Joe Van Moyland … als Thomas Tallis
- 2007: Dinosaur King – für Sebastian Arcelus … Rex Owen
- 2007–2011: Pokémon – für Kiyotaka Furushima … als Paul
- 2007–2012: Damages – Im Netz der Macht – für Elliot Korte … als Owen Frobisher
- 2008–2009: Privileged – für Dave Franco … als Zachary
- 2010–2012: Die wilden Kerle … als Mähdrescher
- 2010–2014: Meine Schwester Charlie – für Micah Williams … als Emmett
- 2011–2016: Game of Thrones – für Eugene Simon … als Lancel Lannister
- 2012: Generation Kill – für Kellan Lutz … als Cpl. Jason Lilley
- 2012: Mein genialer Handy-Geist – für Fox Jackson-Keen … als Mobbsy
- 2013–2014: Wolfblood – Verwandlung bei Vollmond – für Jonathan Raggett … als Jimi Chen
- 2013–2017: Black Mirror – für Alex Lawther … als Kenny
- 2017: Soy Luna – für Mariano Mazzei … als Tommy
- 2017: Die Walkinder – für Akira Ishida … als Orca
- 2017–2018: Fate/Apocrypha – für Kouki Uchiyama … als Shirou Kotomine
- 2018–2021: Good Girls – für Manny Montana … als Rio

## Schauspiel
- 2009: Macbeth im Stadttheater Pforzheim … als Junger Siward